# Avia Band
Avia Band je bivša glasbena skupina. 

## Zgodovina
Začetek delovanja skupine sega kar precej v preteklost, natančneje v leto 1982, ko so takrat še osnovnošolci Aleš Turnšek (alias Turi - pevec), Dragan Topič in Igor Kulašič, ustanovili band - pod mentorstvom takratnega »tovariša« za glasbo na OŠ Trnovo, ki je menil, da imajo fantje velik potencial.
V času svojega obstoja je skupina ustvarila mnogo lastnih skladb in se lahko pohvali z obširno diskografijo. Njena glasba sodi v sfero komercialnega popa. Največji hit je prav gotovo skladba »Pandorina skrinjica«, za katero obstaja tudi angleška remiks verzija z naslovom Pandora's box. Ta skladba je predstavljala prelomnico v razvoju skupine, kajti z njo se je le-ta leta 1994 prebila na prva mesta skoraj vseh slovenskih radijskih postaj. 
Od takrat je skupina dejavno delovala na sceni slovenske pop glasbe. Tako je že naslednjega leta (1995) uspešno nastopila na izboru za slovensko evrovizijsko popevko EMA 1995. S skladbo »Vsaj še trenutek« se je uvrstila na tretje mesto, sama pesem pa se je po sledeh Pandore zopet »sprehodila« po vrhovih slovenskih glasbenih lestvic. Ob tem pa je bila tudi ena največkrat slišanih skladb v TV-oddaji Karaoke na Televiziji Slovenija, ki jo je vodila priljubljena voditeljica in pevka Deja Mušič. Podobne uspehe so nato doživljale tudi skladbe »Greva v Katrco«, »Glej«, »Podarimo poljub« ipd., ki so leta 1994 izšle na CD-ju z naslovom A hočeš me al' ne.
V glasbenem smislu zelo dovršen je bil tudi album Dve sonci, ki je izšel leta 1996. Na tej zgoščenki so bile »udarne« skladbe kot npr. rock balada »Rdeči šal«, balada za saksofon z naslovom »Teleskop« (v kateri so si del besedila »sposodili« pri Prešernovi pesmi »Pod oknom«) ter »aranžmajsko« močna skladba »Tebe si želim«. Za naštete pesmi so posneli tudi videospote.
Skupina je v letih 1996–1999 veliko nastopala na raznih prireditvah doma in v tujini. Doživela je tudi nekaj kadrovskih sprememb. Spomladi leta 1998 so člani skupine posneli nekaj novih skladb, npr. »Ljubezen na prvi pogled«, »Mala moja« ter (ob pomoči avtorskega tandema Matjaža in Urše Vlašič) skladbi »Čez vse viharje« (z njo je skupina na tekmovanju v oddaji Orion na Televiziji Slovenija zasedla drugo mesto) in »Ne izdajte me«, s katero se je skupina na EMI 1999 uvrstila na četrto mesto. Poleg omenjenih skladb so tega 1998 nastale še nekatere druge, npr. priredba znane slovenske dixie uspešnice »Zemlja pleše« (avtor glasbe Mojmir Sepe, avtor besedila Gregor Strniša).
Člani skupine Avia Band so se leta 2007 razšli in sedaj nastopajo v dveh na novo ustanovljenih zasedbah Atlantix in Odiseja.

## Diskografija
- Vse luči (1993)
- A hočeš me al' ne (1994)
- Pandora's Box (1996)
- Dve sonci (1996)
- Najino leto (2000)
- Največje uspešnice (2006)

## Nastopi na glasbenih festivalih

### EMA
- 1995: Vsaj še trenutek (Matej Strah - Adi Smolar) - 3. mesto (120 točk)
- 1999: Ne izdajte me (Matjaž Vlašič - Urša Vlašič - Matjaž Vlašič, Boštjan Grabnar) - 4. mesto (24 točk)